# آنتاس (باهیا)
آنتاس (به پرتغالی: Antas) یک منطقهٔ مسکونی در برزیل است که در باهیا واقع شده‌است. آنتاس ۱۹٬۴۷۹ نفر جمعیت دارد.